# Radio Studio 1
Radio Studio 1 ist ein französischer privater Hörfunksender, der in Frankreich sendet.
Über die Frequenz 105,8 MHz wird eine Teilversorgung in den Bundesländern Rheinland-Pfalz und Saarland und den ehemaligen Regionen Elsass und Lothringen (heute Grand Est) sichergestellt. Neben der starken UKW-Frequenz 105,8 MHz wird über zahlreiche Kabelfrequenzen eine zusätzliche Versorgung gewährleistet. Das Funkhaus befindet sich im französischen Bitsch. Bekannteste Ex-Moderatoren sind Michael Daub, Markus Appelmann und Mike Doetzkies.
Ferner zählen zu den Ex-Moderatoren: Sandra Geimer und Hans Boos (bekannt u. a. aus diversen Radio-Werbespots und als Moderatoren diverser verschiedener Veranstaltungen und Hausmessen (so z. B. ZW-Aktiv)).
Hans Boos ist u. a. bekannt als Moderator in verschiedenen sonstigen Radiosendern, als Werbe-Promoter und als Produzent für u. a. Werbespots.
Sandra Geimer hat u. a. Ende der 90er als Sängerin im Schlager- und Country-Bereich ihr Publikum begeistert.
Markus Appelmann ist u. a. auch bekannt als Fernsehmoderator (z. B. bei Sat 1).